# Сен-Жермен-ан-Ле (округ)
Сен-Жермен-ан-Ле (фр. Saint-Germain-en-Laye) — округ (фр. Arrondissement) во Франции, один из округов в регионе Иль-де-Франс. Департамент округа — Ивелин. Супрефектура — Сен-Жермен-ан-Ле.
Население округа на 2006 год составляло 546 627 человек. Плотность населения составляет 1603 чел./км². Площадь округа составляет всего 341 км².